# 中国国鉄NJ2型ディーゼル機関車
中国国鉄NJ2型ディーゼル機関車は、青蔵鉄道用に投入されたGEトランスポーテーション・システム製の電気式ディーゼル機関車である。
全78両が製作され、全機ゴルムド機関区に所属、ゴルムド-ラサ間で運用されている。

## 概要
青蔵鉄道の、特に2001年の二期工事以降開通したゴルムド～ラサ間は標高が高く、通常の仕様の機関車では出力が十分出せない。そのため高地使用に特化した構造となっており、燃料噴射の電子制御、交流電動機駆動、過給器の追加など最新の技術が用いられている。GEトランスポーテーション・システムのペンシルベニア州エリーにある工場で製造された。GE Dash 9-44CWをベースに開発され、メーカー形式GE C38ACheとして製品化された。